# Institut Montaigne
Das 2000 gegründete Institut Montaigne ist eine französische nicht-gewinnorientierte parteiunabhängige Denkfabrik mit Sitz in Paris.  Der Hauptzweck ist die Bereitstellung von Empfehlungen für die Politik mit der Zielrichtung, auf verschiedenen Politikfeldern den gesellschaftlichen Zusammenhalt, die Wettbewerbsfähigkeit der französischen Wirtschaft und die Solidität der Staatsausgaben zu verbessern. Die Arbeit des Instituts stützt sich auf internationale Vergleichs-Statistiken sowie auf die Zusammenarbeit mit Fachleuten aus dem französischen Wirtschaftsleben, Akademikern, aus der Zivilgesellschaft und aus Regierungskreisen.

## Forschung
Die Forschungsarbeit konzentriert sich hauptsächlich auf folgende vier Politikfelder:
- Gesellschaftlicher Zusammenhalt: Schulbildung, höhere Schulbildung und Studium, Beschäftigung, Chancengleichheit, lebenslanges Lernen und Diversität
- Staatsaufgaben: Renten, Justizwesen, Gesundheitswesen, Umwelt und Europa-Themen
- Wettbewerbsfähigkeit: Unternehmen, Energiewirtschaft, Transportwesen, Mittel- und Kleinunternehmen, Digitalökonomie und die Regulierung der Finanzmärkte
- Finanzwesen: Besteuerung, Staatsausgaben, Kommunalhaushalte

Ferner fördert das „Institut“ innovative demokratische Plattformen. 2011 gab es ein aufwendiges Forschungsprogramm des Instituts unter der Leitung von  Gilles Kepel in den Vorstädten  Clichy-sous-Bois und Montfermeil, wo es 2005 zum Aufruhr gekommen war. Die Forschungsergebnisse wurden im Buch “Banlieue de la République” veröffentlicht. Diese Arbeit wurde später ergänzt durch “Passion française”, eine weitere Forschungsarbeit, die auf Interviews mit Kandidaten mit Migrationshintergrund für die Wahl 2012 zur Nationalversammlung in den Städten Roubaix und Marseille fußte.
Das Institut bemüht sich, die Öffentlichkeit mit genauem Zahlenmaterial und mit geeigneten Analyseinstrumenten zu versorgen. In den Präsidentschaftswahlkampf 2012 griff das Institut mit Vorhersagen zu den Konsequenzen der Wahlversprechen der einzelnen Kandidaten für den Staatshaushalt ein. Ähnlich verfuhr man während des Wahlkampfes anlässlich der Kommunalwahlen 2014 für die 10 größten Städte Frankreichs, und während des Wahlkampfes anlässlich der Regionalwahlen 2015. Während des Wahlkampfes für die  Präsidentschaftswahl in Frankreich 2017 bewertete das Institut mehr als 120 Wahlversprechen anhand von quantitativen Analysen.
Das „Institut“ hat das erste ernstzunehmende Simulations-Spiel zum Thema Staatsfinanzen entwickelt, mit dessen Hilfe der Spieler erproben soll, wie sich politische Entscheidungen im Bereich des Haushalts und der Volkswirtschaft auf die Staatsverschuldung auswirken.
Das „Institut“ veranstaltet Politik-Foren zur Entwicklung neuer Formen und Inhalte von Politik, zu der Bürger eingeladen werden. So hat das Institut beispielsweise im Jahr 2012 eine Bürger-Konferenz zum französischen Gesundheitssystem veranstaltet, bei der 25 ausgewählten Teilnehmern erklärt wurde, die das Gesundheitssystem funktioniert, welche Probleme und welche Kernfragen es gibt.  Nach einigen Workshops veröffentlichten die Teilnehmer einen Bericht, in dem sie die wichtigsten Vorschläge für die Gesundheitspolitik formulierten.

## Aktivitäten des Instituts
Das „Institut“ bietet Vorschläge für politisches Handeln mit dem Ziel, sowohl die Wettbewerbsfähigkeit des Landes als auch den sozialen Zusammenhalt zu stärken. Das Institut vermittelt seine Ideen durch vier verschiedene Arten von Veröffentlichungen:
- Berichte, erstellt durch besondere Arbeitsgruppen
- Studien, die durch einen oder mehrere Experten erstellt werden
- kurze Empfehlungen, mit denen man auf aktuelle politische Themen reagiert
- Bücher von einzelnen Autoren und von Autorenkollektiven, die tiefergehende Analysen erlauben.

Die jüngsten Veröffentlichungen in englischer Sprache
- China's FinTech: the End of the Wild West (April 2021)

- The Weak Links in China's Drive for Semiconductors (Januar 2021)
- A New Strategy for France in a New Arab World (August 2017)
- Syria: to End a Never-Ending War (Juni 2017)
- What Role for Cars in Tomorrow’s World? (Juni 2017)
- The Europe We Need (März 2017)
- The Circular Economy: Reconciling Economic Growth with the Environment (November 2016)
- A French Islam Is Possible (September 2016)
- Rebuilding France’s National Security (September 2016)
- Religious Discrimination in Access to Employment: a Reality (Oktober 2015)
- Big Data and the Internet of Things: Making France a Leader in the Digital Revolution (April 2015)

## Organisation

### Vorstand
- Henri de Castries, Präsident und früherer Vorstandsvorsitzender von AXA
- Claude Bébéar, Gründer und Präsident ehrenhalber
- David Azéma, Vizepräsident und Teilhaber von  Perella Weinberg Partners
- Emmanuelle Barbara, geschäftsführende Teilhaberin von August und Debouzy
- Nicolas Baverez, Rechtsanwalt, Teilhaber von Gibson Dunn & Crutche
- Marguerite Bérard-Andrieu, Vorstandsmitglied der Bankengruppe Groupe BPCE, zuständig für die Finanzen, Strategie und Rechtsfragen der Gruppe
- Jean-Pierre Clamadieu, Vorstandsvorsitzender von Solvay
- Olivier Duhamel, Präsident der Fondation nationale des sciences politiques
- Mireille Faugère, Rechnungsprüferin
- Christian Forestier, früherer Leiter des Instituts
- Marwan Lahoud, Vorsitzender des Aufsichtsrates von OT-Morpho
- Natalie Rastoin, geschäftsführende Direktorin von Ogilvy France, Präsidentin von Ogilvy One
- René Ricol, Gesellschafter und einer der Gründer von Ricol Lasteyrie Corporate Finance
- Jean-Dominique Senard, Vize-Präsident, CEO und Geschäftsführender Teilhaber von  Michelin
- Arnaud Vaissié, CEO von International SOS und Vorsitzender der Französischen Handelskammer in Großbritannien
- Philippe Wahl, Aufsichtsratsvorsitzender der Banque Postale.

### Beirat
Dieses Beratergremium informiert das „Institut“ über größere gesellschaftlicher Veränderungen; es äußert sich zur Arbeit der Denkfabrik und entwickelt Partnerschaften und  knüpft Beziehungen zu Einrichtungen in Frankreich und im Ausland.
- Benoit d'Angelin, Teilhaber von Ondra Partners
- Frank Bournois, Direktor der ESCP Europe
- Pierre Cahuc, Professor für Wirtschaftswissenschaften an der Ecole Polytechnique
- Loraine Donnedieu de Vabres, Teilhaberin von Jeantet et Associés
- Pierre Godé, stellvertretender Vorstandsvorsitzender von LVMH
- Michel Godet, Professor für Management am CNAM
- Françoise Holder, Verwalterin der Holder S.A.S.-Gruppe
- Philippe Josse, Regierungsberater
- Marianne Laigneau, Mitglied des Conseil d’État (Staatsrat)
- Sophie Pedder, Leiterin des Pariser Büros von The Economist
- Hélène Rey, Professorin für Wirtschaftswissenschaften an der London Business School
- Ezra Suleiman, Professor an der  Princeton University.

### Fachleute
Zahlreiche Fachleute arbeiten für das Institut mit Forschungsarbeiten, Empfehlungen und Analysen im ganzen Spektrum der Themen, insbesondere auf den Blogs des Instituts.
- Gilles Babinet, Internetbotschafter für Frankreich, Autor zu digitalen Themen
- Nicolas Baverez, Unternehmer, Rechtsanwalt, Autor zu Fragen der Verteidigung
- Patrick Calvar, ehemaliger Leiter der  Direction générale de la sécurité intérieure und Sonderberater beim  Institut Montaigne, Autor zu Fragen der inneren Sicherheit
- Eric Chaney, Berater des Instituts in wirtschaftlichen Fragen und Autor zu den entsprechenden Themen
- Michaël Cheylan, Autor zu afrikanischen Themen
- Botschafter Michel Duclos, Sonderberater des Instituts, Autor zu geopolitischen Themen
- Ramon Fernandez, Autor zu Europa-Themen
- Benjamin Fremaux, Senior Fellow, Autor zu den Themenbereichen Energiewirtschaft und Klimafragen
- Hakim El Karoui, Senior Fellow, Autor zu Themen der französischen Außenpolitik in der MENA-Region und zum Thema  Islam in Frankreich
- Marc Lazar, Autor zu den Themen französische und europäische Politik und Institutionen
- Bertrand Martinot, Senior Fellow, Autor zu Fragen der Berufsausbildung, Beschäftigung und beruflicher Weiterbildung
- Professor Dominique Moïsi, Sonderberater des Instituts, Autor zu geopolitischen fragen
- Jean-Paul Tran Thiet, Autor zu Energiefragen und Europa-Themen

### Das Stammpersonal
Marie-Pierre de Bailliencourt ist seit 2022 geschäftsführende Direktorin. Es gibt 21 hauptamtliche Mitarbeiter.

## Finanzen
Das Unternehmen ist eine nicht auf Gewinnerzielung ausgerichtete Organisation in Übereinstimmung mit dem Gesetz vom 1. Juli 1901.  Das Jahresbudget beläuft sich auf ca. 4,3 Millionen Euro. Mehr als 150 Firmen aus allen Geschäftsbereichen leisten jährliche Beiträge, wobei jede einzelne nicht mehr als 2 % des Haushalts finanziert. Ferner unterstützen mehr als  300 juristische Personen die Aktivitäten des Instituts. Ihr Beitrag macht ca. 1 % des Budgets aus.

## Mitglieder  (nach dem Stand vom 18. Dezember 2017)
- ABB France,  Accuracy, ADIT, Aegis Média France, Air France-KLM, Airbus, Allen & Overy, Allianz SE, Alvarez & Marsal France, ArchiMed, Ardian, AT Kearney, August Debouzy Avocats, AXA, Archery Strategy Consulting,
- Baker & McKenzie, Bank of America Merrill Lynch, BNI France and Belgium, BearingPoint, BNP Paribas, Bolloré, Boston Consulting Group, Bouygues, Groupe BPCE, Bred Banque Populaire, Brunswick,
- Caisse des dépôts et consignations, Capgemini, Carbonnier Lamaze & Rasle & Associés, Careit, Carrefour, Groupe Casino, CGI France, Chaîne Thermale du Soleil, CIS, Cisco Systems France, CNP Assurances, Cohen Amir-Aslani, Conseil Supérieur du Notariat, Crédit Agricole, Crédit foncier de France, D’Angelin & Co, Davis Polk & Wardwell
- De Pardieu Brocas Maffei, Dentsu Aegis Network, Development institute international,
- EDF, Elsan, Engie, Equancy, Électricité de France, Eurazeo, Eurostar,
- Foncière INEA
- Gaillard Partners, Gras Savoye, Groupama, Groupe Edmond de Rothschild, Groupe M6, Groupe Orange,
- Groupe Randstad France,
- Henner, HSBC France,
- IBM France, IFPASS, ING Bank France, INSEEC, International SOS, Ionis Education Group, ISRP
- Jalma, Jeant et Associés,
- Kantar, KPMG,
- La Banque Postale, La Parisienne Assurances, Laboratoires Servier, Lazard, Linedata Services, LIR, LivaNova, LVMH
- MACSF, Malakoff Médéric, Mazars, McKinsey & Company, Média-Participations, Mercer, Meridiam, Michelin, Microsoft France,
- Nestlé France,
- Obea, Ondra Partners,
- PAI Partners, Pierre & Vacances, Plastic Omnium
- Radiall, Raise, Ramsay Générale de Santé RATP, Randstad, REDEX, Renault, Rexel, Ricol, Lasteyrie et Associés, Robertson Simon, Roche, Roland Berger, Rothschild & Cie Banque,
- Sanofi, Santéclair, Schneider Electric, SGS, Servier, Siaci Saint Honoré, Sia Partners, Sier Constructeur, SNCF, SNCF reseau, Sodexo, Solvay, Stallergenes, Suez Environnement,
- Tecnet Participations, The Boston Consulting Group, TIGF, Tilder, Total S.A.
- UBS France,
- Veolia Environnement, Vinci, Vivendi, Voyageurs du monde,
- Wavestone, Wendel, WordAppeal.